# Walsingham
Walsingham – wieś w Anglii, w hrabstwie Norfolk, w dystrykcie North Norfolk. Leży 42 km na północny zachód od Norwich i 169 km na północny wschód od Londynu. Miejscowość liczy 864 mieszkańców.
W Walsingham działa anglikańskie sanktuarium maryjne, założone w 1061 r, zniszczone w 1538 r. i odbudowane jako sanktuarium anglikańskie w 1922 r. W pobliżu w 1934 r. powstało katolickie Narodowe Sanktuarium NMP z Walsingham.